# アダム・ココシュカ
アダム・ココシュカ（Adam Kokoszka、1986年10月6日 - ）は、ポーランド・マウォポルスカ県アンドリフフ出身の元プロサッカー選手。元ポーランド代表。現役時代のポジションは、ディフェンダー。

## クラブ経歴
ヴィスワ・クラクフでプロキャリアをスタート。
2008年7月、エンポリFCに移籍。
2011年1月、ポロニア・ワルシャワに1年半の契約でレンタル移籍。
2014年7月、FCトルペド・モスクワに移籍したが、2015年4月に給料未払いのため退団。

## 代表歴

### ゴール
| #  | 開催日       | 会場                         | 対戦国       | スコア | 結果 | 試合概要 |
| -- | ------------ | ---------------------------- | ------------ | ------ | ---- | -------- |
| 1. | 2007年2月3日 | ヘレス・デ・ラ・フロンテーラ | エストニア   | 4–0    | Win  | 親善試合 |
| 2. | 2008年2月2日 | パフォス                     | フィンランド | 1–0    | Win  | 親善試合 |